# 아파르 삼각지대

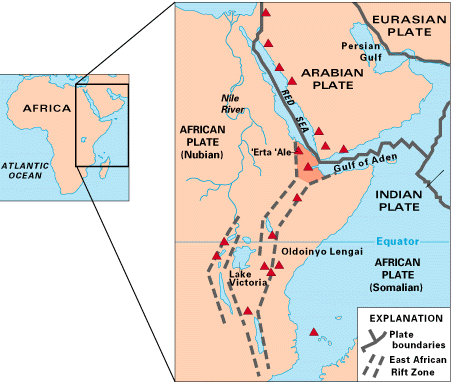
아파르 삼각지대(지도 중앙의 진한 주황색 영역) 및 동아프리카 지구대의 지도. 빨간 삼각형은 활화산의 위치 표시.

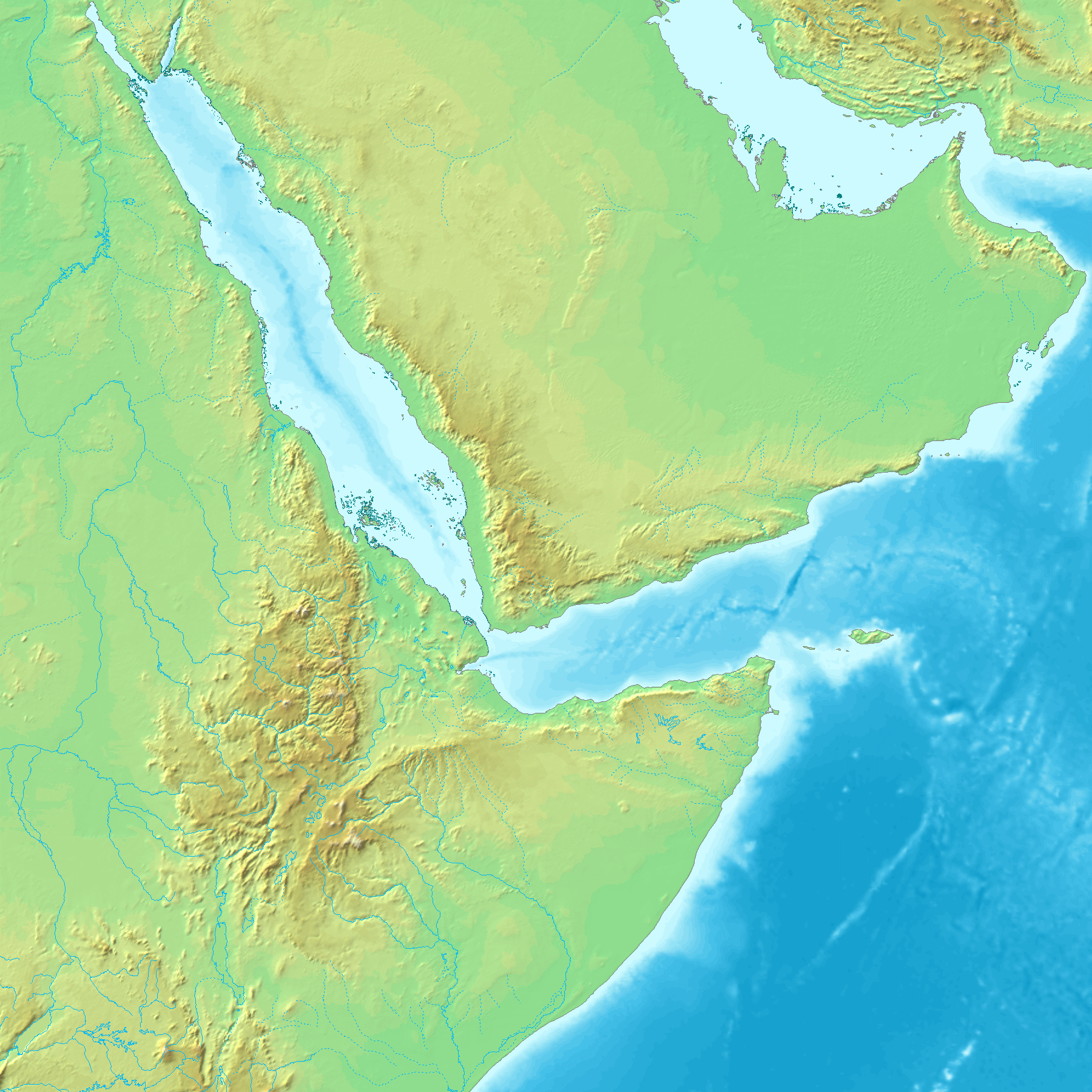
첫번째(위) 안내도에서 표시된 진한 주황색 부분과 비교 가능한 지형도 속 아파르 삼각지대

아파르 삼각지대 (아파르 함몰지라고도 함)는 동아프리카 대지구대의 일부로써, 아파르 삼중합점에 의해 발생된 지질학적 함몰지이다. 이곳은 해발 155m (509피트)로 아프리카에서 가장 낮은 지점인 아살 호를 포함하며 위치는 에리트레아, 지부티, 에티오피아 그리고 소말리아까지 총 4 나라에 넓게 분포되어 있다. (자세히 말해, 서쪽으로 에티오피아 고원과 절벽, 북동쪽으로는 다나킬 산맥, 남쪽으로는 소말리아 고원과 절벽, 그리고 남동쪽으로 알리-사비에가 위치한다.) 아파르 함몰지의 북쪽은 다나킬 함몰지로도 알려져 있으며 저지대는 열, 가뭄 및 최소 공기 순환의 영향을 받고 지구상에서 가장 더운 곳(연중 평균 기온)을 포함한다. 이 곳으로 유입되는 주요 물줄기는 아와시 강으로 매해 건기에는 수류가 말라 결국 염호의 사슬이 된다.
일부 고생물학자들에게 이곳은 인류 진화의 요람으로 여겨지기도 하는데 그 이유는 가장 이른 시기의 인류군인, 호미닌의 화석 표본이 이 지역에서 발견되었기 때문이다 (아와시 중류 Middle Awash, 하다르 Hadar 참조). 이와 더불어 아파르 주에는 아와시 중류와 하다르(Hadar), 디키카(Dikika), 우란소-밀레(Woranso-Mille) 등의 장소에서 초기 화석 호미닌, 인류 문화 도구 표본, 그리고 다양한 동식물의 화석들이 발견되었다.